# Topomyia dubitans
Topomyia dubitans är en tvåvingeart som beskrevs av George Frederick Leicester 1908. Topomyia dubitans ingår i släktet Topomyia och familjen stickmyggor. Inga underarter finns listade i Catalogue of Life.